# Церковь Александра Невского (Ухань)
Церковь святого князя Александра Невского (кит. 阿列克桑德聂夫堂) — восстановленный, но недействующий православный храм Китайской православной церкви, находящийся в районе Ханькоу города Ухань в провинции Хубэй. В настоящее время в нём располагается Дом российско-китайских культурных обменов. Находится под охраной государства как памятник архитектуры.
В настоящее время храм используется как дворец бракосочетаний и место для проведения крупных мероприятий.

## История
Храм в честь святого князя Александра Невского был возведён в 1880—1882 годах в бывшей Британской концессии в Ханькоу благодаря усилиям российского востоковеда Павла Дмитриевского при содействии русских чаеторговцев, которые вели свои дела в этом городе. В 1883 году, через посредство И. И. Боткина, были присланы из Москвы дубовый иконостас (работы В. А. Астафьева), прекрасные образа на цинке (М. П. Боткина и его школы) и богатая церковная утварь.
С 1885 до 1895 год в храме святого Александра Невского отсутствовал постоянный священник, поэтому каждый раз перед торжественным православным праздником (Рождество, Пасха и т. д.), необходимо было обращаться к Пекинской Русской Духовной миссии с просьбой о направлении священников в Ханькоу для проведения богослужений
К 1930-м годам русская колония была малочисленна, но весьма зажиточна. Церковь содержала двадцадка, которая оплачивала почти все нужды храма. Быт прихода был характерно купеческим — к кресту прикладывались по строго установленной очереди в зависимости от достатка и общественного веса; у каждого было своё место, свой коврик, свой стул; после обедни обязательно все шли на кулебяки или пироги к жене владельца чайных плантаций Литвиновой, где проходило долгое застолье.
В 1950-х годах в храме окормлялись православные китайцы близлежащих селений, где было около 2000 верующих. При храме Ханькоу была открыта средняя школа для китайских детей.
В 1958 году храм святого Александра Невского был закрыт. В период культурной революции (1956—1966) храм святого Александра Невского использовался в качестве склада. Луковичная глава, характерная особенность православных церквей, к сожалению, была испорчена и удалена при ремонтных работах. После проведения политики реформ и открытости храм стал площадкой для коммерческой деятельности, где проводились выставки, сделки по продаже недвижимости, он также использовался как бар и база для свадебных съёмок и т. д.
27 мая 1998 года здание церкви было внесено в реестр охраняемых исторических памятников города.
В 2013 году храм попал в зону строительства туннеля под рекой Янцзы в связи с чем его планировали снести. Однако по инициативе Патриарха Московского и всея Руси Кирилла после его визита в Китай в 2013 году была достигнута договоренность между полномочным представителем Президента Российской Федерации в Приволжском федеральном округе Михаилом Бабичем и членом Госсовета Китайской Народной Республики Ян Цзечи о сохранении и реставрации совместными усилиями Александро-Невского храма в Ухане. Михаил Бабич обратился к митрополиту Нижегородскому и Арзамасскому Георгию (Данилову) с просьбой оказать помощь в реставрации. Восстановление православного храма в Ухане было одним из ключевых совместных мероприятий Дорожной карты по гуманитарному сотрудничеству, реализуемой в формате «Волга-Янцзы».
В декабре 2013 года в Китай была направлена группа специалистов-реставраторов Нижегородской митрополии. В результате в план реставрации церкви были внесены существенные изменения, которые соответствуют православным традициям и характерным историко-архитектурным особенностями объекта культурного наследия.
В сентябре 2014 года китайские специалисты посетили Россию для проведения консультаций и обсуждается концепция внутреннего убранства храма. Специалисты Нижегородской митрополии были привлечены к изготовлению и монтажу иконостаса, внутренней росписи церкви, а также организации постоянно действующей экспозиции. Китайская сторона затратила на реставрацию 47 миллионов юаней
6 августа 2015 года в отреставрированном помещении храма был открыт Дом российско-китайских культурных обменов, состоящий как из храмово-музейной части, знакомящей с духовной культурой России, так и постоянно действующей экспозиции, посвящённой истории российско-китайских региональных связей.

## Настоятели

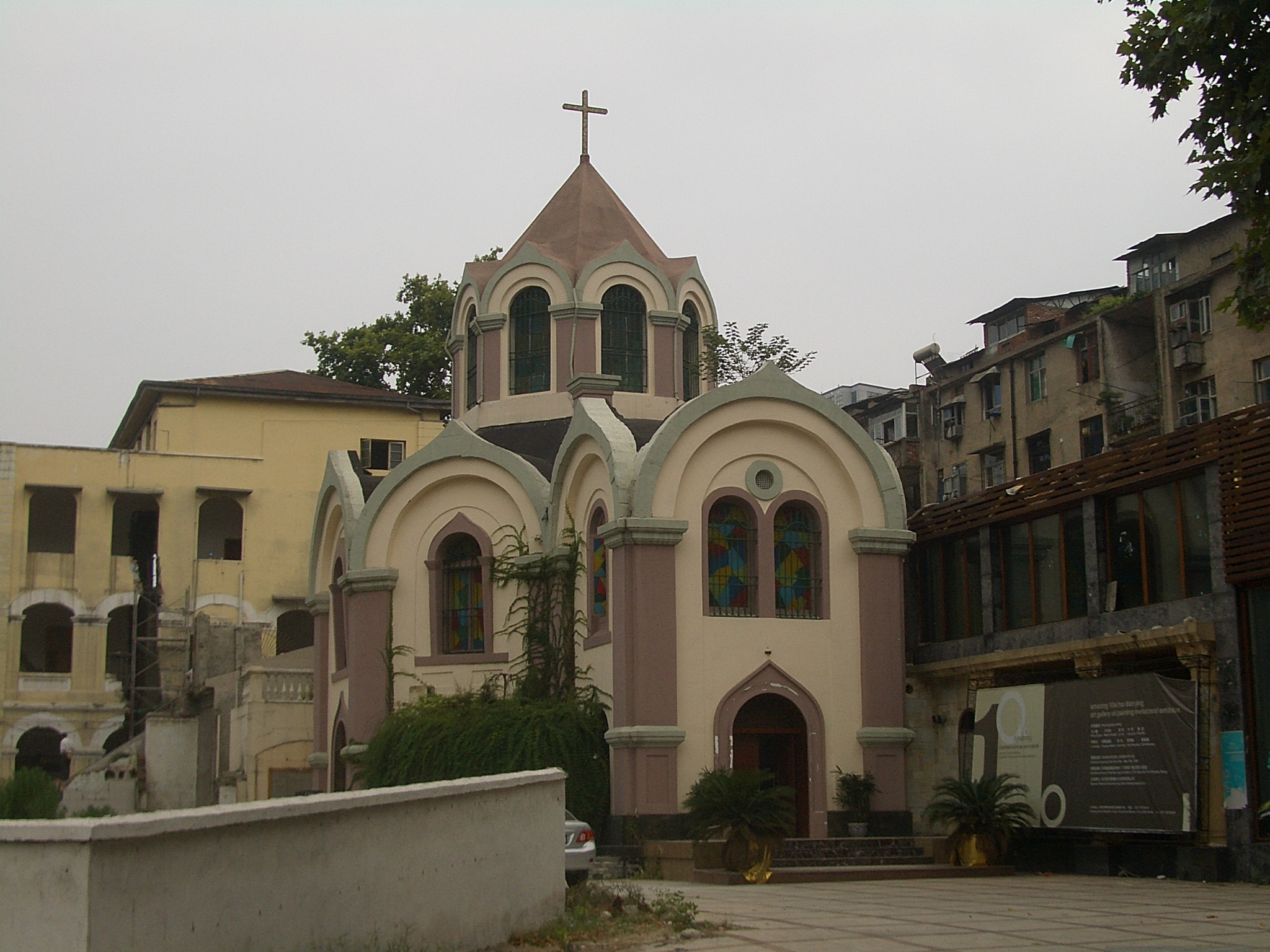
Церковь до реставрации

- 1895—1904 — Николай Петрович Шастин, священник[11]
- 1904—1905 — Ксенофонт Кондратский, священник
- 1905—1908 — Симон (Виноградов), иеромонах
- 1908—1924 — Адриан Турчинский, священник
- 1925—1927 — Леонид Викторов, протоиерей
- 1935—1938 — Валентин Синайский, протоиерей
- 1938—1955 — Б. Якушев, протоиерей
- 1955—1957 — Пинна Ду (Pinna Du Ensheng), священник
- 1957—1958 — Никита Ду, священник